# 内森·查普曼
內森·查普曼（英語：Nathan Chapman），是一名美國音樂製作人及詞曲作家，並專注於鄉村音樂。他以與美國創作歌手泰勒·斯威夫特合作知名，他與泰勒絲共同製作專輯《泰勒絲》、《無懼的愛》、《愛的告白》、《紅色》及《1989》查普曼在2001年畢業於李大學。據說他在與歌手合作製作音樂之前，他是在小屋裡工作。
在2010年的第52屆葛萊美獎及2016年的第58屆葛萊美獎，泰勒絲的專輯《無懼的愛》及《1989》獲得年度專輯，查普曼身為這兩張專輯的共同製作人也因此得獎。在《1989》專輯中，查普曼共同製作一首歌〈這份愛〉，這是他第一次共同製作流行歌曲。